# Zehentstadel (Obermenzing)

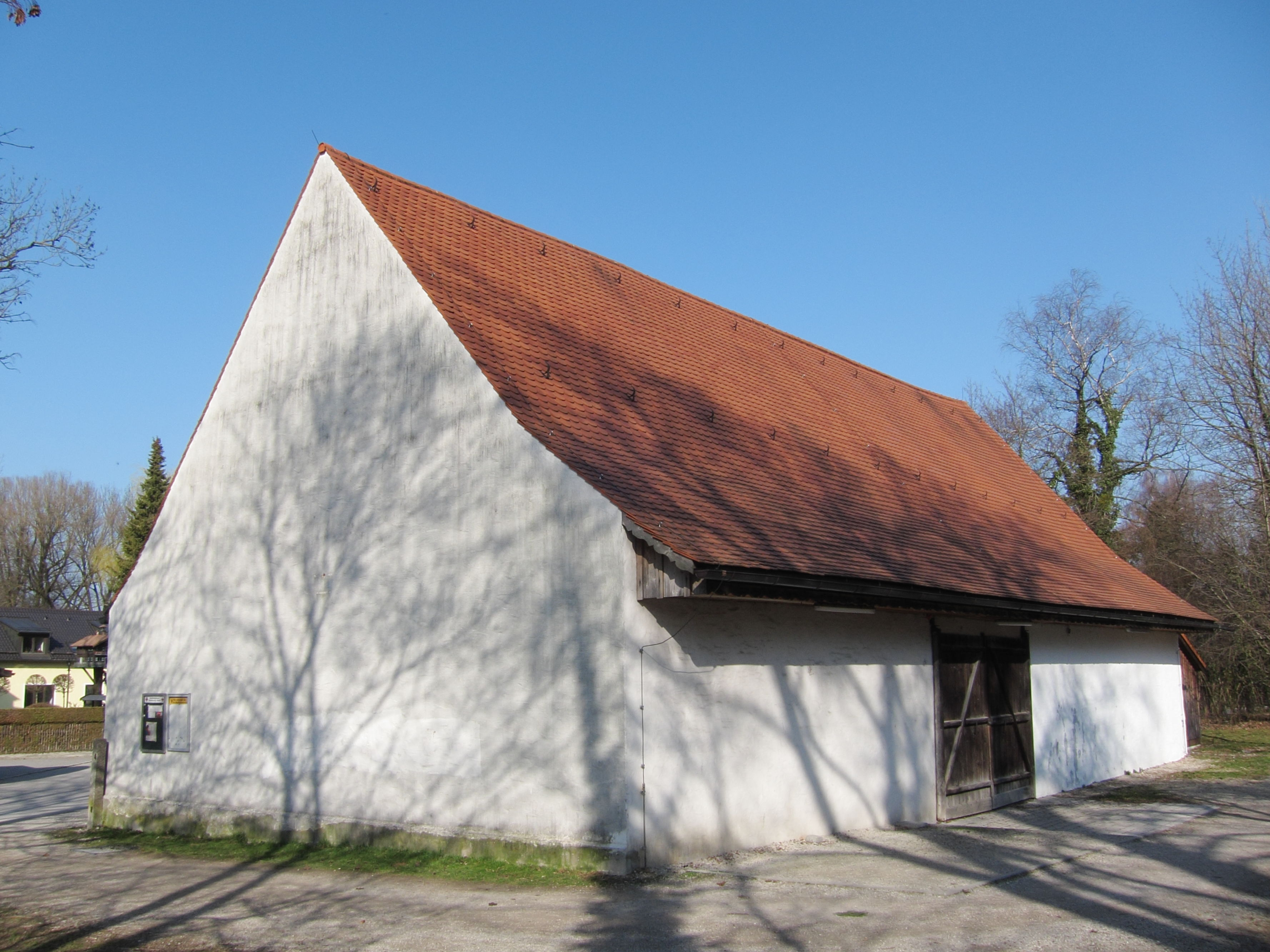
Zehentstadel im Stadtteil Obermenzing von München

Der Zehentstadel  im Stadtteil Obermenzing der bayerischen Landeshauptstadt München wurde 1687 errichtet. Der Stadel am Zehentstadelweg 6 ist ein geschütztes Baudenkmal.
Der eingeschossige Satteldachbau mit Dachüberstand nach Süden hat eine Durchfahrt mit großen Toren an den Traufseiten. Das Dachwerk besteht aus einem zweigeschossigen liegenden Stuhl mit Mittelstützen.
Die Scheune für die Lagerung des Zehnt gehörte ehemals zum Schloss Blutenburg. Dem Dorf Obermenzing (siehe Ensemble ehemaliger Ortskern Obermenzing) war das Schloss Blutenburg mit seinen Nebengebäuden ursprünglich unmittelbar vorgelagert. Dieser Zusammenhang ging durch den Bau der Autobahn nach Stuttgart vor und dem Ausbau der Verdistraße nach dem Zweiten Weltkrieg verloren.
Das im Jahr 1993 instandgesetzte Gebäude wird von Vereinen genutzt und kann auch angemietet werden.